# Grau de proteção IP
Níveis de classes de proteção IP ou grau de proteção IP são padrões internacionais definidos pela norma IEC 60529 para classificar e avaliar o grau de proteção de produtos eletrônicos fornecidos contra intrusão (partes do corpo como mãos e dedos), poeira, contato acidental e água. É publicada pela Comissão Eletrotécnica Internacional (IEC).
A norma tem como objetivo fornecer aos utilizadores informações mais detalhadas do que termos de marketing vagos, como especificações dos equipamentos à prova d'água. Os dígitos (numerais característicos) indicam a conformidade com as condições, resumidas em tabelas. Onde não há dados disponíveis para especificar um grau de proteção em relação a um dos critérios, o dígito é substituído com a letra X. O dígito 0 é utilizado quando nenhuma proteção é fornecida.
Uma classificação de X para um ou mais critérios de proteção pode ser interpretada erradamente como "sem proteção." Para ilustrar, uma peça de equipamento eletrônico classificada com IPX7 quase certamente irá demonstrar uma resistência robusta para a penetração de partículas, embora uma classificação para a entrada de sólidos não tenha sido formalmente atribuída. Assim, uma designação X não deve ser automaticamente interpretada como uma falta de proteção.

## Código
| IP          | Numeral: 0-6 | Numeral: 0-9 | Numeral: 0-9            | única letra |
| obrigatório | obrigatório  | obrigatório  | Deixou de ser utilizado | opcional    |

O código que define o grau de proteção IP é composto por 3 dígitos. O primeiro se refere às partículas sólidas, o segundo ao meio líquido e o terceiro à resistência ao impacto mecânico (deixou de ser utilizado). O código pode ser expresso, por exemplo, das seguintes formas: IP01, IP21, IP42, IP65/IP69, IP67/IP69, IP66/IP68/IP69
Primeiro numeral característico (proteção contra acesso à parte perigosa e ao ingresso de corpos sólidos estranhos):
- 0 - Não protegido
- 1 - Proteção contra objetos sólidos com 50 mm de diâmetro ou mais
- 2 - Proteção contra objetos sólidos com 12,5 mm de diâmetro ou mais
- 3 - Proteção contra objetos sólidos com 2,5 mm de diâmetro ou mais
- 4 - Proteção contra objetos sólidos com 1,0 mm de diâmetro ou mais
- 5 - Proteção contra poeira
- 6 - À prova de poeira

Segundo numeral característico (proteção contra o ingresso de água):
- 0 - Não protegido
- 1 - Protegido contra gotas que caiam na vertical
- 2 - Protegido contra gotas que caiam na vertical com corpo inclinado a até 15°
- 3 - Protegido contra borrifo de água
- 4 - Protegido contra jorro de água
- 5 - Protegido contra jatos de água
- 6 - Protegido contra jatos potentes de água
- 7 - Protegido contra imersão temporária em água de até 1 metro por 30minutos
- 8 - Protegido contra a imersão contínua em água
- 9 - Protegido contra água proveniente de jatos em alta pressão e alta temperatura

## Designação múltipla
Para o segundo numeral característico há uma progressão dos ensaios do IPX1 ao IPX4, em que os ensaios de um numeral automaticamente cumprem os requisitos dos ensaios dos numerais anteriores. Os ensaios para os numerais seguintes, ainda cumprem os requisitos até IPX4, mas é necessários os ensaios respectivos de cada numeral. Para indicar isso, é feita uma designação múltipla (conforme indicado pela própria NBR ISO IEC 60529:2017).
A designação múltipla irá ocorrer quando o invólucro atender dois dos três propósitos:
- Proteção contra jatos potentes de água. Designado por IPX5 ou IPX6;
- Proteção contra imersão em água. Designado por IPX7 ou IPX8;
- Proteção contra jatos em alta pressão e alta temperatura. Designado por IPX9.